# Lignan
Lignan no s'ha de confondre amb lignina
Els lignans són productes vegetals provinents del metabolisme secundari de les plantes. Són de pes molecular baix i estan presents en molts plantes. En els animals es metabolitzen en el tracte digestiu per la flora intestinal per formar compostos que tenen efectes farmacològics semblants als dels fitoestrògens però a diferència de les isoflavones els lignans no són flavonoides.
Entre les plantes es troben els lignans en les llavors del lli, de carbassa, de sèsam, sègol, soia, bròquil, fesols i alguns fruits en baia. Les quantitats en què es troben són molt reduïdes, de l'ordre de μg per cada gram de producte sec.

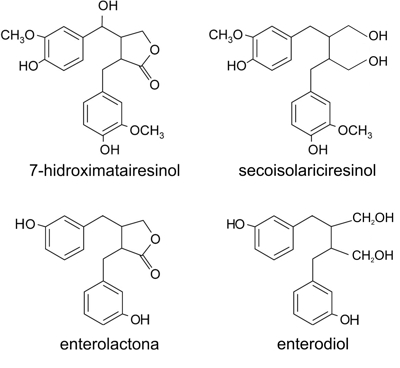
Estructura química d'alguns lignans

Són substàncies polifenòliques, relacionades amb el metabolisme de la fenilalanina a través de la dimerització d'alcohols cimànics. L'estructura bàsica d'aquestes substàncies és de dues unitats de C₆C₃ unides per enllaços β,β' utilitzades per la nomenclatura dels lignans.

## Funció
S'atribueixen als lignans efectes antioxidants que ajuden a combatre els efectes dels radicals lliures. Però alguns estudis no han mostrat els efectes en dones postmenopàusiques. Alguns lignans poden impedir el desenvolupament de tumors de càncer de pit i de pròstata. En humans sembla que redueix la incidència del càncer de mama.